# 하인켈 He 162

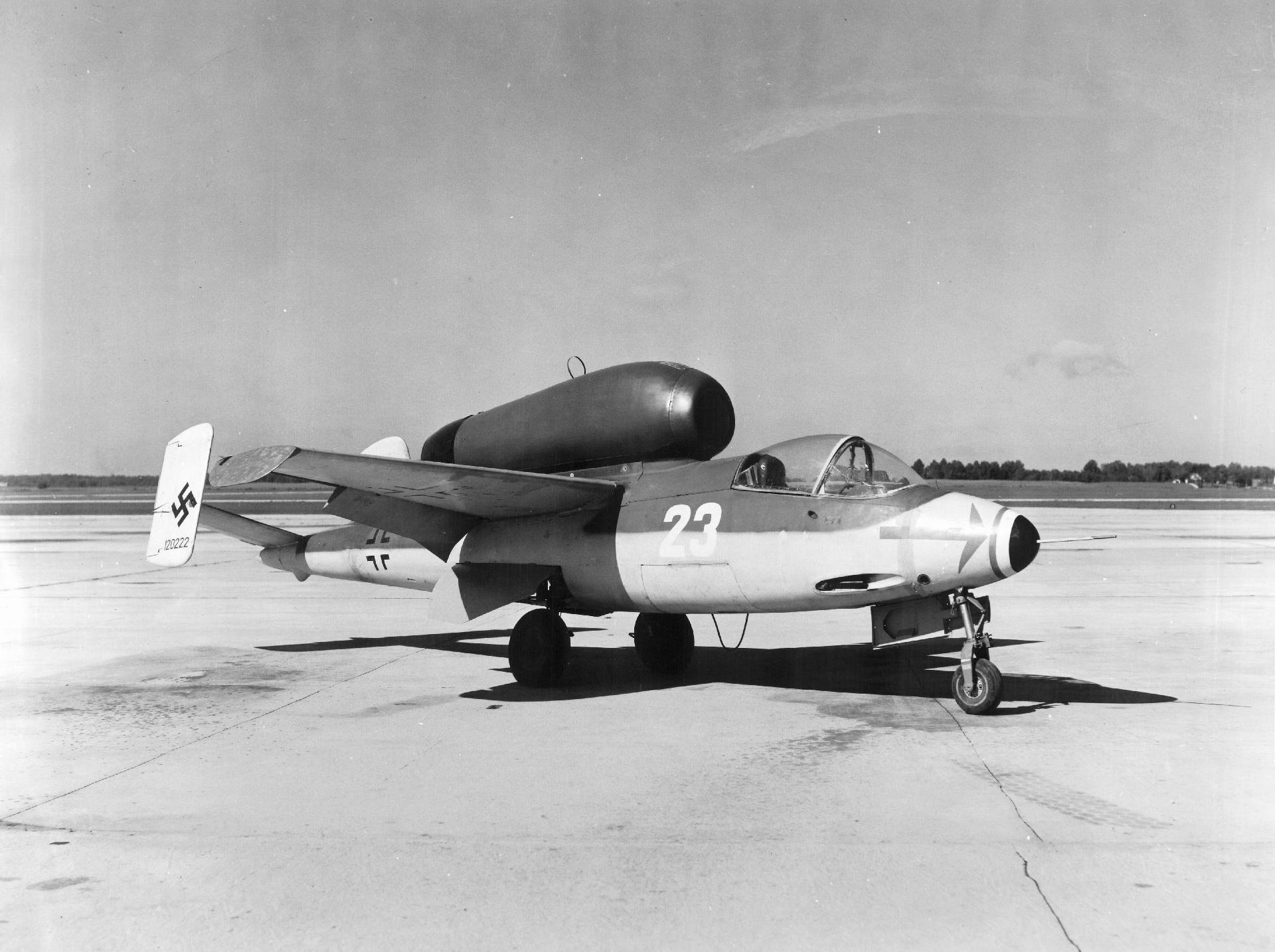

하인켈 He 162(Heinkel He 162 Volksjäger)는 긴급 전투기 프로그램 프로젝트의 이름으로서 제2차 세계 대전 중 루프트바페에 의해 운용된 나치 독일의 단발 엔진, 제트 전투기이다. 금속 자재가 공급난에 처해 다른 항공기에 우선화됨에 따라 주로 나무로 제작되어 빠르게 제조되었다. 날개 제조 프로그램의 코드명이었던 Salamander, 하인켈 비행사의 항공기에 붙여졌던 이름 Spatz 등 여러 이름으로 불린다.

## 종류
- He 162 A-0
- He 162 A-1
- He 162 A-2
- He 162 A-3
- He 162 A-8
- He 162 B-1
- He 162C
- He 162D
- He 162E
- He 162S

## 같이 보기
- 더 해빌런드 뱀파이어
- 록히드 P-80 슈팅스타
- 메서슈미트 Me 262